# Have You Ever?
Have You Ever? ist eine Ballade der US-amerikanischen Sängerin Brandy, die im Juni 1998 erschien.

## Entstehung und Veröffentlichung
Getextet und komponiert wurde das Lied von Diane Warren. Für die Produktion zeichnete David Foster verantwortlich.
Die Erstveröffentlichung von Have You Ever? erfolgte am 8. Juni 1998 bei Atlantic Records, als Teil von Brandys zweiten Studioalbum Never Say Never (Katalognummer: 7567-83039-2). Am 29. Dezember 1998 erschien das Lied als dritte Singleauskopplung aus dem Album. Diese erschien als CD-Maxi-Single mit einem Remix sowie zwei Remixen zur Vorgänger-Single Top of the World als B-Seiten (Katalognummer: 7567844072).

## Hintergrund
Für Brandy aus der Black-Music-Szene war die Zusammenarbeit mit Foster eine neue Erfahrung. In einem Interview aus dem Jahre 2005 äußerte sich Brandy zu den Studioaufnahmen des Liedes wie folgt:

“That was the first time I had been in the studio with a producer like David Foster, [...] My voice wasn't as developed as it is now and the song required what producers call ‘money notes' - the kind that get you a No. 1 on the charts! I was really nervous but it all worked just fine”

„Das war das erste Mal, dass ich im Studio mit einem Produzenten wie David Foster war [...] Meine Stimme war nicht so entwickelt, wie sie es heute ist, und dem Song fehlte es noch an dem, wie Produzenten ihn nannten, "Geldton", einer, der einem die Nummer eins in den Charts verschafft! Ich war sehr nervös, aber es hat [letzten Endes] alles sehr gut geklappt“

## Musikvideo
Brandy befindet sich im Video in der leeren Wohnung ihres festen Freundes, während sie sich dort alte Videoaufnahmen von ihrer gemeinsamen Zeit anschaut. Es ist das erste Video, in dem Brandy keine Braids, geflochtene Zöpfe trägt, welche bis dahin eine Art Markenzeichen waren. So ist sie mit Afrolook oder geglättetem Haar zu sehen. Die Regie zum Video führte Kevin Bray.

## Kommerzieller Erfolg

### Chartplatzierungen
Have You Ever? avancierte zum Nummer-eins-Hit in Neuseeland und den Vereinigten Staaten. Darüber hinaus erreichte es mit Rang acht eine Top-10-Platzierung in Australien.
| ChartsChartplatzierungen       | Höchstplatzierung | Wochen |
| ------------------------------ | ----------------- | ------ |
| Deutschland (GfK)              | 58 (8 Wo.)        | 8      |
| Vereinigte Staaten (Billboard) | 1 (27 Wo.)        | 27     |
| Vereinigtes Königreich (OCC)   | 13 (8 Wo.)        | 8      |

| ChartsJahrescharts (1999)      | Platzierung |
| ------------------------------ | ----------- |
| Vereinigte Staaten (Billboard) | 14          |

### Auszeichnungen für Musikverkäufe
| Land/Region       | Auszeichnungen für Musikverkäufe (Land/Region, Auszeichnung, Verkäufe) | Verkäufe |
| ----------------- | ---------------------------------------------------------------------- | -------- |
| Australien (ARIA) | Platin                                                                 | 70.000   |
| Neuseeland (RMNZ) | Gold                                                                   | 5.000    |
| Insgesamt         | 1× Gold · 1× Platin ·                                                  | 75.000   |